# Гей за деньги
Гей за деньги (англ. Gay-for-pay) — термин относящийся к мужчинам и женщинам, которые являются актёрами, порнозвёздами или другими секс-работниками, заявляющими о своей гетеросексуальности, но получающими деньги за то, что профессионально изображают гомосексуальность. Этот термин также применяется к представителям других профессий и даже к компаниям, пытающимся привлечь внимание геев. Стигматизация геев и навешивание на них ярлыка постепенно ослабевает с тех пор, как в 1969 году после Стоунволлских бунтов началось современное американское движение за права геев. В 1990-е годы популярные актёры кино и телевидения стали охотнее изображать гомосексуальность, поскольку угроза негативной реакции на их карьеру уменьшилась, а общество стало более терпимо относиться к геям и лесбиянкам.
В индустрии гей-порнографии, где задействованы как любители, так и профессиональные актёры, термин «гей за деньги» относится к актёрам, которые идентифицируют себя как гетеросексуалы, но вступают в однополые сексуальные отношения за деньги или ради сексуальной выгоды. Некоторые актёры, которые на самом деле являются геями или бисексуалами, позиционируют себя как гетеросексуалов, чтобы привлечь внимание к «притягательности недостижимого», ведь гетеросексуальные мужчины (или те, кто недавно совершил каминг-аут) являются девственниками в сексе с другими мужчинами. Учёная Камилла Палья заявила, что «соблазнение гетеросексуальных жеребцов — очень эротичный мотив в гей-порно».

## Порнография
Многие геи или бисексуалы, снимающиеся в гей-порнофильмах, могут желать, чтобы их публично идентифицировали как гетеросексуалов по личным или профессиональным причинам.
Некоторые гетеросексуальные актёры начинали сниматься в гей-порно только для того, чтобы их обвинили в гомосексуальности, в то время как другие начинали с сольных сцен мастурбации или демонстрации мышц. Более высокая зарплата и статус в рамках производства часто приводят к групповым сценам, в которых гетеросексуальный актёр выступает только в «активной» роли. «Верхнего» актёра часто ищут в качестве «пассивной» роли, и его дебют часто становится заметным событием или даже отдельным релизом.
Компания BluMedia Inc. создала документальный сериал, созданный специально для телевидения, под названием «Разорившиеся натуралы». Шоу «Разорившиеся натуралы» — это документальный сериал, основанный на реальности, который исследует мир «геев за деньги», термин, используемый для описания того, как гетеросексуальные мужчины снимаются в гей-порно за деньги. Шоу исследует динамичные отношения между владельцем BluMedia Марком Эриксоном, его сотрудниками и молодыми людьми, которые решают сниматься в гей-порно, чтобы пополнить свой доход, выступая на сайтах для взрослых.

## Секс-работники
В индустрии секс-услуг этот термин также может применяться к гетеросексуальным людям любого пола (в том числе к «мужчинам по вызову»), которые вступают в сексуальный контакт или участвуют в сексуальных сценах с клиентом или другим секс-работником того же пола. Хотя зачастую речь идёт о сексуальном контакте, могут иметь место сексуальные сцены или сольные сцены (например, мастурбация до оргазма) или даже БДСМ-сцены для стимуляции клиента. Сексуальное возбуждение без прямого сексуального контакта может также возникать в такой нишевой сфере, как поклонение мускулам. Как и в порноиндустрии, для того чтобы зарабатывать на клиентах и потребителях-геях, необязательно быть геем.

## Гоу-гоу танцоры
Танец гоу-гоу зародился в 1960-х годах. Со временем его переняли заведения, где выступали артисты бурлеска и стриптиза, которые стали называть «барами гоу-гоу». В период с 1965 по 1968 год во многих гей-клубах выступали танцоры гоу-гоу, которых называли «мальчиками гоу-гоу». После этого в гей-клубах редко можно было увидеть танцоров гоу-гоу, пока в конце 1980-х годов танец гоу-гоу снова не стал модным и остаётся таковым по сей день.
«Танцоров гоу-гоу», которые выступают в ночных клубах, на специальных вечеринках, рейв-вечеринках или танцевальных фестивалях в ярких костюмах (которые могут включать в себя подсветку на батарейках, факелы или змей), также можно назвать танцорами перформанса или танцорами бокса. На больших вечеринках и в гей-клубах часто можно встретить очень привлекательных танцоров гоу-гоу любой сексуальной ориентации, которые позволяют посетителям прикасаться к себе и ласкать себя, но только за чаевые. Это типично для тайских заведений, таких как Sunee Plaza в Паттайе. Некоторые критикуют практику найма гетеросексуальных танцоров для эротических выступлений перед гей-аудиторией, когда есть исполнители-геи.

## Кинематограф и телевидение
В кино и на телевидении термин «пинкфейс» используется для обозначения актёров-натуралов, играющих роли или персонажей ЛГБ-сообщества. Анна Кинг из Time Out сравнивает «пинкфейс» с блэкфейсом. «Розовое лицо» отличается от «стрейтвошинга», которое представляет собой исключение персонажей и тем, связанных с ЛГБ-сообществом, из сюжетов фильмов и сериалов.
Часть гей-сообщества выразила обеспокоенность по поводу того, что на роли геев берут гетеросексуальных актёров. В актёрской среде эту практику прозвали «гей за деньги». Это происходит в таких фильмах и сериалах, как «Назови меня своим именем» (с гетеросексуалами Арми Хаммером и Тимоти Шаламе в главных ролях), «Горбатая гора» (с Хитом Леджером и Джейком Джилленхолом в главных ролях), «Американская семейка» (с Эриком Стоунстритом в главной роли), «Бруклин 9-9» (с Андре Брауэром в главной роли), «Уилл и Грейс» (с Эриком Маккормаком в главной роли), «Филадельфия» (с Томом Хэнксом в главной роли), «Капоте» (с Филипом Сеймуром Хоффманом в главной роли) и «Харви Милк» (с Шоном Пенном в роли борца за права геев и политического лидера Харви Милка).
Эта практика вызвала споры из-за номинаций и получения наград за эти роли, особенно среди мужчин-геев. Например, с тех пор как Хэнкс победил за «Филадельфию» в 1993 году, только два открытых актера-гея были номинированы на премию «Оскар» за лучшую мужскую роль или за лучшую мужскую роль второго плана: Найджел Хоторн в 1994 году и Иэн Маккеллен в 1998 и 2001 годах. Ни один мужчина не победил, и с тех пор ни один открытый гей не был номинирован. Тем временем шестнадцать актеров-гетеросексуалов были номинированы на роли геев, из которых пятеро выиграли. То же самое относится и к телевидению, где Джим Парсонс остается единственным открытым актером-геем, который был номинирован или выиграл премию «Эмми» в категории «Исполнители главных ролей»; тем временем гетеросексуальный актёр Эрик Маккормак был номинирован и получил премию за роль Уилла Трумэна в сериале «Уилл и Грейс», что остаётся единственной номинацией для персонажа-гея в этих категориях.
ЛГБТ-сообщество также выразило обеспокоенность тем, что актёры, играющие геев, используют негативные или вредные стереотипы при изображении персонажей-геев. Деннис Лим утверждает, что в мейнстримных фильмах геи обычно изображаются с помощью «гей-шуток», в которых ЛГБТ-люди используются для создания юмористического эффекта; геев уничижительно называют «ромашкой, феей, однодневкой, неженкой, выскочкой», а лесбиянок изображают «мужеподобными»; кроме того, создаётся паника вокруг гомосексуальности, которая играет на страхах гетеросексуальных людей перед сексуальными домогательствами со стороны ЛГБТ-людей.
Фильм «Разыскивающий» 1980 года вызвал споры из-за сюжета о полицейском-гетеросексуале, которого сыграл актер-гетеросексуал Аль Пачино, который работает под прикрытием, чтобы проникнуть в гей-клуб, и негативного изображения геев, что, по-видимому, оправдывает паническую защиту геев от персонажа Пачино. Изображение гея актером-натуралом Сашей Бароном Коэном в фильме «Бруно» также вызвало споры, поскольку было описано как попытка «... высмеять сообщество гомосексуалов».
«Пинкфейс» в телевизионной рекламе также сравнивают с «блэкфейсом». Подобно тому, как представления с «блэкфейсом» в XIX веке создавали и укрепляли иерархическую систему, в которой определённые идентичности считались «предпочтительными и привилегированными», в рекламе с «пинкфейсом» ЛГБТ-люди изображаются в «юмористической стигматизации», которая является «коварной», поскольку «как и „блэкфейс“, реклама с „пинкфейсом“ создаёт культуру, в которой идентичность ЛГБТ-людей [для аудитории, не относящейся к ЛГБТ] считается неполноценной, неуместной и нелепой».
В рекламе шоколадных батончиков Snickers 2007 года «Волосы на груди» двое мужчин едят один и тот же батончик, а затем случайно целуются, когда съедают его целиком. Они кричат и вырывают у себя волосы на груди. Это подразумевает, что если двое мужчин целуются, то они должны доказывать свою мужественность причиняющим боль «гипермаскулинным поведением», то есть «лучше причинить себе физический вред, чем быть идентифицированным как гей».
Гэри Нанн из The Guardian, отметив, что он вырос замкнутым и запутавшимся мальчиком, сказал, что, хотя он понимает геев, желающих «восстановить баланс», «актерам-геям Голливуд велел оставаться в тени, если они когда-нибудь захотят сыграть гетеросексуальную роль», и белые гетеросексуалы, обладающие большей властью и влиянием и имеющие доступ к лучшей работе, чем другие люди, «требуют, чтобы только актеры-геи играли гомосексуальные роли, - это не способ исправить неравенство». Он считает, что «в мире, где актерам-геям по-прежнему отказывают в ролях гетеросексуалов, это просто приведет к типизации актеров-геев -— именно этого они хотят избежать. Актеры-геи хотят разнообразия ролей точно так же, как и гетеросексуальные актеры».

## В популярной культуре
- «Подсос»— фильм о вымышленном актёре-«гее за деньги».

## Натурал за деньги
Термин, который является производным от «гей за деньги», — это отчасти насмешливый термин «натурал за деньги», который описывает мужчин-геев, занимающихся сексом с женщинами за плату. Этот термин был придуман для описания фильма «Переключение передач: бисексуальная передача» из-за того, что звезды гей-порно Кэмерон Маршалл и Блейк Райли снялись в гетеросексуальных сценах. Другими известными примерами того, как звезды гей-порно становятся «гетеросексуалами», являются Стивен Дэйгл и Арпад Миклош, последний из которых получил много критики за свою сцену на сайте Straight Guys for Gay Eyes (SG4GE). Руководитель компании SG4GE Джейк Круз выступил в защиту сцены, заявив, что это была «выигрышная идея» - изобразить «мужественного гея, исследующего гетеросексуальный секс», потому что «мне всегда нравилось раздвигать границы и нажимать на кнопки в своей работе».
В августе 2018 года гей-порносайт для мужчин Men.com опубликовал первую сцену с участием бисексуалов под названием «Вызов». Арад Винвин, звезда этой сцены и самопровозглашённый гей, столкнулся с негативной реакцией фанатов за участие в этой сцене. Некоторые фанаты обвинили его в том, что он гетеросексуал или «перешёл» в гетеросексуалы или бисексуалы. Винвин рассказал гей-сайту Str8UpGayPorn, что «я гей...Это была всего лишь работа, и ничего больше. Ничего личного. Я работал, и это было похоже на любую другую сцену, в которой я участвовал».